# Myzomèle de Sumba
Myzomela dammermani
Espèce
Statut de conservation UICN

 LC  : Préoccupation mineure
Le Myzomèle de Sumba (Myzomela dammermani) est une espèce de passereaux de la famille des Meliphagidae.

## Répartition
Cet oiseau est endémique de Sumba en Indonésie.